# نيغروس أوتشيدنتال
نيغروس أوتشيدنتال هي مقاطعة فلبينية تقع في جزيرة نيغروس، تتبع بيسايا الغربية، وNegros Island Region ‏، بلغ عدد سكانها 2٬497٬261 نسمة، في 2015، عاصمتها باكولود، تبلغ مساحتها 7٬802٫54 كيلومتر مربع، رمزها البريدي هو 6100–6132.

## الموقع
تشترك في الحدود مع:
- أورينتال نيغروس
- سيبو (الفلبين).

## التقسيمات الإدارية
- باجو (الفلبين)
- Binalbagan [الإنجليزية]‏
- كاديز (الفلبين)
- Calatrava, Negros Occidental [الإنجليزية]‏
- Candoni [الإنجليزية]‏
- Cauayan, Negros Occidental [الإنجليزية]‏
- Enrique B. Magalona, Negros Occidental [الإنجليزية]‏
- إسكالانتي
- هيمامايلان
- هينيغاران  [لغات أخرى]‏
- Hinoba-an [الإنجليزية]‏
- Ilog, Negros Occidental [الإنجليزية]‏
- Isabela, Negros Occidental [الإنجليزية]‏
- كابانكالان
- لا كارلوتا
- La Castellana, Negros Occidental [الإنجليزية]‏
- Manapla [الإنجليزية]‏
- Moises Padilla [الإنجليزية]‏
- Murcia, Negros Occidental [الإنجليزية]‏
- Pontevedra, Negros Occidental [الإنجليزية]‏
- Pulupandan [الإنجليزية]‏
- ساغي
- سان كارلوس (الفلبين)
- San Enrique, Negros Occidental [الإنجليزية]‏
- سيالي
- سيبالاي
- تاليساي (الفلبين)
- Don Salvador Benedicto [الإنجليزية]‏
- Toboso, Negros Occidental [الإنجليزية]‏
- Valladolid, Negros Occidental [الإنجليزية]‏
- فيكتوريا (الفلبين)
- باكولود.

## أعلام
- خوسيه ميجيل أرويو
- سمول مونتانا

## معرض صور

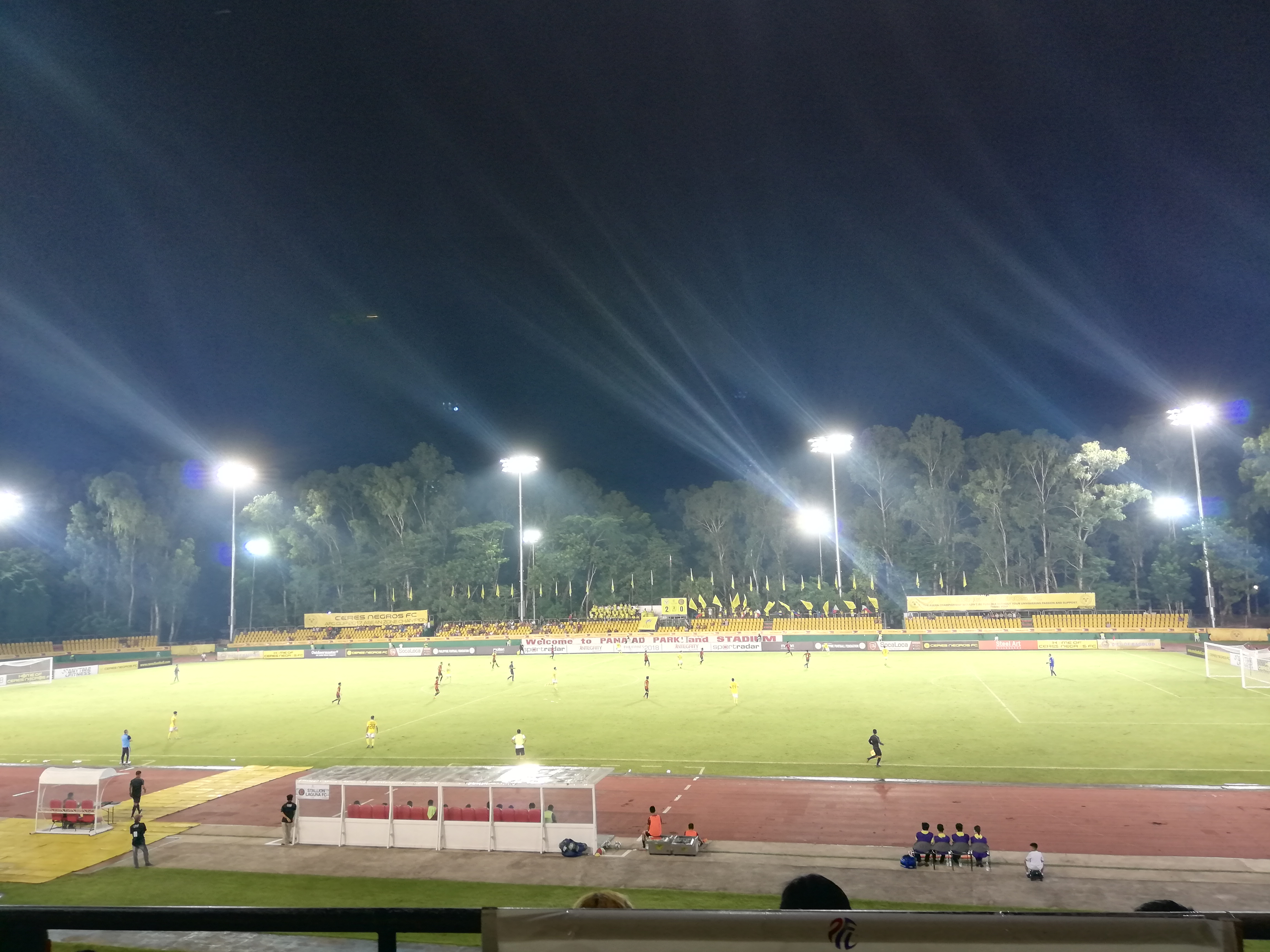

- ملف:Negrense wears Yellow for Ceres Negros.jpg